# بروس وليامز (كاتب)
بروس وليامز (بالإنجليزية: Bruce Williams)‏ هو مقدم برامج إذاعية وشخصية أعمال وكاتب أمريكي، ولد في 18 فبراير 1932، وتوفي في 9 فبراير 2019.

## وصلات خارجية
- الموقع الرسمي